# Ray Luzier
Raymond Lee Luzier "Ray" (Pittsburgh, Pennsylvania, 1970. június 14. –) amerikai dobos, 2009 áprilisa óta a Korn nevű nu metal együttes tagja.

## Élete és zenei karrierje
Ray West Newtonban, Pennsylvaniában nőtt fel, ami egy Pittsburgh közelében lévő kis falu. Ötévesen kezdett dobolni, autodidakta módon. A középiskolában jazz zenekarokban játszott és fel is lépett velük. Miután 1988-ban leérettségizett, Los Angelesbe, Hollywoodba ment. Egy egyéves tanfolyam után dobtanár lett, 1992-2001 között, miközben magánórákat is adott, egy iskolában is tanított és közben ő maga is tanult dobolni. Még egy oktató DVD-je is megjelent.
David Lee Rothtal 1997 és 2005 között zenélt. A The Hideous Sun Demons-szal is játszott.
2006 januárjában csatlakozott az Army of Anyonehoz, ami egy rövidéletű zenekar volt.
David Silveria még 2006-ban kilépett a Kornból. Joey Jordison dobolt sokáig a koncerteken, ám 2007-ben Joey-nak a Slipknot új lemezével kellett foglalkoznia, a 2008-ban megjelent All Hope Is Gone-nal. Így a Kornnak új dobos után kellett néznie. Ray Seattleig repült egy meghallgatásra. Azt mondták neki, hogy tanuljon meg 5 Korn számot, mire ő 30-at megtanult! A meghallgatáson kiváló teljesítményt nyújtott, így ő lett az új dobos.
Első fellépése a Kornnal 2008 január 13-án volt, Dublinban, Írországban és 2008-ban végig ő dobolt. Vele vették fel a kilencedik studióalbumukat, a Korn III: Remember Who You Aret, miután Jonathan Davis kijelentette, hogy Ray most már is hivatalosan a banda tagja.

## Diszkográfia
- 2011: The Path of Totality, Korn
- 2010: Korn III: Remember Who You Are, Korn
- 2010: Change Ur World - Kat-Tun with Ray on drums
- 2009: A Song for Chi, Various artists
- 2008: Billy Sheehan "Holy Cow"
- 2008: Repo! The Genetic Opera Official Soundtrack
- 2008: Nightmare Revisited, (track 10 "Kidnap the Sandy Claws" (Korn) – 3:37)
- 2008: Goaded "To Die is Gain"
- 2006: Billy Sheehan "Cosmic Troubadour"
- 2006: Army Of Anyone, Army of Anyone
- 2005: Goaded "Goaded"
- 2003: Diamond Dave, David Lee Roth
- 2003: "Hideous Sun Demons"
- 2002: "Honky MoFo" (featuring Ricky Wolking)
- 2002: Tracy G "Deviating From the Setlist"
- 2001: Tracy G "Katt Gutt"
- 2001: Zac Maloy Band
- 2001: Jason Becker Tribute CD
- 2001: Freak Power Ticket "Rock Hard Compilation"
- 2000: Driven 4 Song Promo Cd With Tracy G
- 1999: Tracy G's "Driven"
- 1998: David Lee Roth "DLR Band"
- 1998: David Lee Roth "Slam Dunk" single
- 1998: Medicine Wheel "Small Talk"
- 1998: Mike Hartman "Black Glue"
- 1998: Freak Power Ticket
- 1997: Medicine Wheel "Immoral Fabric"
- 1996: Jeffology (Tribute to Jeff Beck) with Jake E. Lee
- 1995: Darren Housholder "Symphonic Aggression"
- 1994: Hard Rock Magazine Compilation CD. Band: Medicine Wheel
- 1994: Howling Iguanas
- 1994: Metal Edge Compilation "Best of L.A."
- 1994: Medicine Wheel "First Things First"
- 1993: T.J. Martell Foundation Benefit CD. Band: Ivory Tower
- 1993: Darren Housholder "Generator Man"
- 1993: Toby Knapp "Guitar Distortion"
- 1993: Tony Fredianelli "Breakneck Speed"
- 1993: Shrapnel Guitar Greats Compilation
- 1993: Concrete Foundations Forum Compilation
- 1992: Darren Housholder
- 1990: 9.0 "Too Far Gone"